# Премия имени Ф. А. Бредихина
Премия имени Ф. А. Бреди́хина — награда, присуждаемая РАН за выдающиеся работы в области астрономии. Названа по имени Ф. А. Бреди́хина, русского астронома, академика Петербургской АН, директора Пулковской обсерватории.

## История
Учреждена после письма А. Ф. Иоффе в Президиум АН СССР 10 января 1946 г.
Российская академия наук в пределах своей компетенции с целью увековечивания памяти выдающихся учёных - членов Российской академии наук, учреждает и присуждает премии имени выдающихся учёных,  каждая из которых присуждается в знаменательную дату, связанную с жизнью и деятельностью учёного, именем которого названа медаль или премия. Премии присуждаются за отдельные выдающиеся научные работы, открытия, изобретения, а также за серии научных работ по единой тематике.
На соискание премий могут быть представлены работы или серии работ единой тематики, как правило, отдельных авторов. При представлении работ выдвигаются лишь ведущие авторы, причём не более трёх человек.

## Награждённые премией имени Ф. А. Бредихина по годам
- 2023  Николай Николаевич Киселёв (Крымская астрофизическая обсерватория РАН), за цикл работ «Поляриметрия безатмосферных тел Солнечной системы, комет и околозвёздных газопылевых дисков».
- 2019 — Ипатов, Сергей Иванович, за цикл работ «Формирование и процессы эволюции Солнечной системы»;
- 2016 — Липунов, Владимир Михайлович, за цикл работ «Предсказание доминирования слияния двойных черных дыр на гравитационно-волновых интерферометрах LIGO»;
- 2016 — Постнов, Константин Александрович, за цикл работ «Предсказание доминирования слияния двойных черных дыр на гравитационно-волновых интерферометрах LIGO»;
- 2016 — Прохоров, Михаил Евгеньевич, за цикл работ «Предсказание доминирования слияния двойных черных дыр на гравитационно-волновых интерферометрах LIGO»;
- 2013 — Гребенев, Сергей Андреевич, за серию работ «Открытие и исследование природы быстрых рентгеновских транзиентов - новой популяции массивных рентгеновских двойных систем»;
- 2013 — Лутовинов, Александр Анатольевич, за серию работ «Открытие и исследование природы быстрых рентгеновских транзиентов - новой популяции массивных рентгеновских двойных систем»;
- 2013 — Мольков, Сергей Владимирович, за серию работ «Открытие и исследование природы быстрых рентгеновских транзиентов - новой популяции массивных рентгеновских двойных систем»;
- 2010 — Ковалёв, Юрий Юрьевич, за серию работ «Активные ядра галактик от радио- до гамма- диапазона»;
- 2007 — Бердников, Леонид Николаевич, за цикл работ «Комплексные исследования классических цефеид»;
- 2007 — Расторгуев, Алексей Сергеевич, за цикл работ «Комплексные исследования классических цефеид»;
- 2007 — Самусь, Николай Николаевич, за цикл работ «Комплексные исследования классических цефеид»;
- 2004 — Караченцев, Игорь Дмитриевич, за цикл работ «Обнаружение новых близких карликовых галактик»
- 2001 — Боярчук, Александр Алексеевич, за серию научных работ по теме «Симбиотические звёзды»;
- 1995 — Слыш, Вячеслав Иванович, за цикл работ «Открытие новых метанольных мазеров»;
- 1990 — Шульман, Леонид Маркович, за монографию «Ядра комет»;
- 1986 — Мартынов, Дмитрий Яковлевич, за совокупность учебников: «Курс практической астрофизики» и «Курс общей астрофизики»;
- 1984 — Джапиашвили, Виктор Петрович, за работу «Поляриметрический атлас Луны»;
- 1984 — Король, Анатолий Николаевич, за работу «Поляриметрический атлас Луны»;
- 1981 — Щеглов, Владимир Петрович, за комплекс работ по истории астрономии эпохи Улугбека;
- 1978 — Всехсвятский, Сергей Константинович, за составление каталога абсолютных величин и физических характеристик комет;
- 1974 — Домбровский, Виктор Алексеевич, за цикл работ по поляриметрическому исследованию звезд, туманностей и галактик;
- 1974 — Гаген-Торн, Владимир Александрович, за цикл работ по поляриметрическому исследованию звезд, туманностей и галактик;
- 1974 — Шулов, Олег Серафимович, за цикл работ по поляриметрическому исследованию звезд, туманностей и галактик;
- 1971 — Кузмин, Григорий Григорьевич, за серию работ по теоретической звёздной динамике;
- 1969 — Казимирчак-Полонская, Елена Ивановна, за серию работ по теории движения короткопериодических комет и проблеме эволюции их орбит;
- 1965 — Жевакин, Сергей Александрович, за цикл работ по теории звёздной переменности;
- 1963 — Воронцов-Вельяминов, Борис Александрович, за работы по исследованию взаимодействующих галактик;
- 1959 — Орлов, Сергей Владимирович, за работу «Кометы»;
- 1950 — Мельников, Олег Александрович, за работы «Новое определение температуры возбуждения обращающего слоя Солнца» и «Сравнительное изучение спектра хромосферы двух солнечных затмений — 21 сентября 1941 года и 9 июля 1945 года»;
- 1950 — Никонов, Владимир Борисович, за работу «Опыт построения фундаментального каталога фотоэлектрических цветовых эквивалентов звезд спектральных типов В8 и В9»;
- 1950 — Кукаркин, Борис Васильевич, за работу «Строение и развитие звёздных систем на основе изучения переменных звезд».
- 1948 — Паренаго, Павел Петрович